# Christen für die Wahrheit
Christen für die Wahrheit (Engl.: Christians for truth, cft) ist eine evangelikale Missionsorganisation in der Schweiz und Deutschland. Sie leistet die politische und kulturelle Arbeit der Mission Kwasizabantu.

## Entwicklung
Christen für die Wahrheit wurde 1992 gegründet. Die Organisation ist rechtlich unabhängig, personell aber mit der Gemeinschaft Kwasizabantu identisch. Sie vertritt konservative moralische und politische Positionen. So setzt sie sich unter anderem gegen den Schwangerschaftsabbruch ein. Der Hauptsitz von cft ist Zürich in der Schweiz, mit Zweiggruppen in der Französischen Schweiz (cft-Suisse romande, Petit-Lancy) und der Italienischen Schweiz (Cristiani per la Verità, Losone).
Die Organisation versucht wie andere evangelikale Organisationen in Europa auch die US-amerikanische evangelikale Enthaltsamkeitskampagne Wahre Liebe Wartet zu propagieren.
Jährlich veranstaltet die Organisation eine Konferenz in Lindach. Sie kooperiert unter anderem mit der Lebensrechtsgruppe KALEB (Kooperative, Arbeit, Leben, Ehrfürchtig, Bewahren) aus Leipzig. KALEB war die erste Gruppe der Lebensrechtsbewegung in den neuen Bundesländern und wurde im Jahre 1990 von einer christlichen Gruppe in Leipzig gegründet.